# 帕尼帕特縣
帕尼帕特縣是印度哈里亞納邦的一個縣，面積1,268平方公里，2011年人口1,205,437，人口密度每平方公里950人。县府位于同名的城市帕尼帕特。

## 历史
帕尼帕特縣所在的地区在历史上经历了多个王朝，比如孔雀王朝、笈多王朝、德里蘇丹國、莫卧儿帝国和大英帝国。
1989年11月1日，帕尼帕特縣從昔日的卡爾納爾縣劃出。1991年7月24日，它又與卡爾納爾縣合併。1992年1月1日，它再次成為一個單獨的县。

## 居民
帕尼帕特縣的居民统计数据从1991年开始：
| 年     | 1991年    | 2001年     | 2011年     |
| 居民数 | 80 6300人 | 104 1630人 | 120 5437人 |

2011年县内有居民1,205,437人。从2001年到2011年县的人口增长率为24.60%，非常高。县里的性别比为877名女子对1000名男子，与印度的男子偏多相应。2011年县内的識字率为75.94%，比2001年提高6%，比印度平均值高一点点。约89.9%的人信奉印度教、7.2%的人信奉伊斯兰教、2.1%的人信奉锡克教、0.4%的人信奉耆那教、0.2%的人信奉基督教，剩下的0.2%的人没有宗教信仰或者信其它教。6岁以下的儿童占人口的14.1%。
约46.1%的居民住在城市里。比较大的城市有帕尼帕特，人口29 4292人。

## 外部連結
- 官方网站
- 地图 （页面存档备份，存于）